# McGrath (Alaska)
McGrath es una ciudad ubicada en el Área censal de Yukón–Koyukuk en el estado estadounidense de Alaska. En el Censo de 2010 tenía una población de 346 habitantes y una densidad poblacional de 2,45 personas por km².

## Geografía
McGrath se encuentra en las coordenadas 62°57′23″N 155°35′45″O / 62.95639, -155.59583. Según la Oficina del Censo de los Estados Unidos, McGrath tiene una superficie total de 141.05 km², de la cual 122.56 km² corresponden a tierra firme y (13.11%) 18.49 km² es agua.

## Demografía
Según el censo de 2010, había 346 personas residiendo en McGrath. La densidad de población era de 2,45 hab./km². De los 346 habitantes, McGrath estaba compuesto por el 41.62% blancos, el 0% eran afroamericanos, el 36.71% eran amerindios, el 0.58% eran asiáticos, el 0.87% eran isleños del Pacífico, el 0.29% eran de otras razas y el 19.94% pertenecían a dos o más razas. Del total de la población el 2.6% eran hispanos o latinos de cualquier raza.

## Localidades adyacentes
El siguiente diagrama muestra a las localidades más próximas a McGrath.